# Rio Toledo
Der Rio Toledo ist ein Fluss im Westen des brasilianischen Bundesstaats Paraná.

## Etymologie und Geschichte
Anfang des 20. Jahrhunderts hatte der Staat Paraná ein Stück Land, die Gleba Lopeí, zwischen den heutigen Orten Cascavel und Toledo an die argentinische Erva-Mate-Gesellschaft Nunez y Gibaja vergeben. Im Oktober 1904 kamen zum Zweck der Landvermessung der Comissário de Terras do governo do Paraná, Arthur Martins Franco, mit seinem Gehilfen und einer Reihe von paraguayischen Arbeitern in das Gebiet. Sie lernten einen Mann namens Toledo kennen, der in einem Lager im Wald hauste. Diesem wurde wegen seiner Orts- und Sprachkenntnisse die Leitung eines der Vermessungstrupps übertragen. Auf einer Karte vom Januar 1915, die in der Sammlung des Museu Histórico Willy Barth in Toledo aufbewahrt wird, sind die Stationen (Pousos) auf dem Weg von Porto Britânia (heute im Munizip Pato Bragado, vom Itaipu-Stausee überflutet) zur Gleba Lopeí eingezeichnet. Die fünfte Station trägt den Namen Pouso Toledo. Der Fluss erhielt dann denselben Namen.

## Geografie

### Lage
Das Einzugsgebiet des Rio Toledo befindet sich auf dem Terceiro Planalto Paranaense (Dritte oder Guarapuava-Hochebene von Paraná).

### Verlauf
Sein Quellgebiet liegt im Osten des Munizips Toledo zwischen den Stadtteilen São Luiz do Oeste und Linha Gramado auf 642 m Meereshöhe etwa 18 km östlich der Stadtmitte von Toledo.
Der Fluss verläuft in westlicher Richtung. In seinem Oberlauf durchfließt er einen schmalen Streifen von Uferwäldern in einem landwirtschaftlich genutztem Gebiet, bis er an der BR-163 / BR-467 die Grenze des städtischen Gebiets von Toledo erreicht.
In der Stadt durchfließt er den Parque das Araucárias und den Parque dos Pioneiros.
Er fließt noch innerhalb des Munizips Toledo beim städtischen Steinbruch (Pedreira Municipal) von links in den Rio São Francisco Verdadeiro. Er mündet auf 432 m Höhe.
Die Entfernung zwischen Ursprung und Mündung 20 km. Er ist etwa 27 km lang.
Er entwässert ein Einzugsgebiet von 97 km2.

### Zuflüsse
Die wichtigsten der Nebenflüsse sind:
- Sanga Perdida
- Sanga Golondrina
- Sanga Guarani
- Sanga Manaus
- Sanga Pinheirinho
- Sanga Capellari
- Sanga Lajes.[1]

## Trinkwasserversorgung
Der Rio Toledo dient der Trinkwasserversorgung der Großstadt Toledo. Er deckt etwa 40 % des Bedarfs. Die Wasserentnahmestelle liegt an der BR-467, unmittelbar bevor der Fluss das Stadtgebiet erreicht.